# Kenta Kiritani
Kenta Kiritani (Osaka, 4 febbraio 1980) è un attore e cantante giapponese.
Ha frequentato la "Osaka Prefectual Sakurazuka High School".

## Filmografia

### Televisione
| Anno | Titolo                                                      | Ruolo                    | Network  | Note                  | Riferimenti |
| ---- | ----------------------------------------------------------- | ------------------------ | -------- | --------------------- | ----------- |
| 1999 | Ten'nen Shōjo Yorozu Next: Yokohama Hyaku Yoru-hen          | Hideki                   | WOWOW    |                       |             |
| 2002 | Kyūryū de Aimashō                                           | Ken Yamazaki             | TV Asahi |                       |             |
| 2002 | Lunch no joō                                                | Maggie                   | Fuji TV  |                       | Ep. 3 e 8   |
| 2003 | Time Limit                                                  | Transport security guard | TBS      |                       |             |
| 2005 | Tiger & Dragon                                              | Chibi T                  | TBS      |                       |             |
| 2005 | Division 1                                                  | Nakaoka Shintarō         | Fuji TV  |                       |             |
| 2005 | Koisuru Nichiyobi                                           | Shinji Watarai           | BS-TBS   | Ep. 16                |             |
| 2005 | Be-Bop High School 2                                        | Shibata                  | TBS      |                       |             |
| 2005 | Shōakumana On'na ni Naru Hōhō                               | Kujo                     | Fuji TV  |                       |             |
| 2006 | Aibō                                                        | Kotaro Waki              | TV Asahi | Stagione 4, Ep. 13    |             |
| 2006 | Gekidan Engisha                                             | Yuikai Tomari            | Fuji TV  |                       |             |
| 2006 | Tsunagareta Ashita                                          | Kosuke Hattori           | NHK      |                       |             |
| 2006 | Kurosagi - Il truffatore nero                               | Takashi Soma             | TBS      | Ep. 3                 |             |
| 2006 | Wagahai wa Shufudearu                                       | Yuki Nakajima            | TBS      | Epi. 18, 19, 23, e 36 |             |
| 2006 | Midnight Sun                                                | Masato                   | TBS      | Ep. 6                 |             |
| 2006 | Bokutachi no Sensō                                          | Mazo Yamaguchi           | TBS      |                       |             |
| 2006 | Waraeru Koi wa Shitakunai                                   | Takashi Daikoku          | TBS      |                       |             |
| 2006 | One Pound Gospel                                            | Koryusei                 | NTV      | Epi. 7 e 8            |             |
| 2006 | Hi Torishimariyaku Shin'nyū Shain                           | Imaizumi                 | TBS      |                       |             |
| 2008 | Rookies                                                     | Taira Hiratsuka          | TBS      |                       |             |
| 2008 | Ryūsei no kizuna                                            | Hisanobu Takayama        | TBS      |                       |             |
| 2009 | Jin                                                         | Yusuke Saburi            | TBS      |                       |             |
| 2010 | Ryōmaden                                                    | Ikeuchi Kurata           | NHK      |                       |             |
| 2010 | Strawberry Night                                            | Shinji Otsuka            | Fuji TV  |                       |             |
| 2011 | Zettai Reido                                                | Shinjiro Takikawa        | Fuji TV  |                       |             |
| 2011 | Watashi wa Shadow                                           | Haruki Jinnai            | TBS      |                       |             |
| 2012 | Murder at Mt. Fuji                                          | Keiichiro Yumizaka       | TV Asahi |                       |             |
| 2012 | Osozaki no Himawari: Boku no Jinsei, Renewal                | Junichi Fujii            | Fuji TV  |                       |             |
| 2013 | Chichi no Hana, Saku Haru: Gifu Nagaragawa Hōkan Monogatari | Jiro Tsuji               | NHK      | Protagonista          |             |
| 2013 | Soratobu Kōhō-shitsu                                        | Takashi Kiritani         | TBS      | Epi. 1-10             |             |
| 2013 | Galileo                                                     | Tomohiro Isogai          | Fuji TV  | Stagione 2, Ep. 5     |             |
| 2013 | Gekiryū: Watashi o Oboete Imasu ka?                         | Koji Higashihagi         | NHK      |                       |             |
| 2013 | Andō Lloyd: A.I. knows Love?                                | Shinzo Hoshi             | TBS      |                       |             |
| 2013 | Tokei-ya no Musume                                          | Tsukasa Hanamura         | TBS      |                       |             |
| 2013 | Y-O-U Yamabiko Ongaku Dōkō-kai                              | Yusaku Kono              | KTV      | Protagonista          |             |
| 2013 | Olympic no Minoshirokin                                     | Kiyoshi Yabutani         | TV Asahi |                       |             |
| 2014 | Umoreru                                                     | Toru Kitami              | WOWOW    | Protagonista          |             |
| 2014 | Sanuki Udon Yūshi-ka                                        | Teppei Onishi            | NHK      | Protagonista          |             |
| 2014 | Oyaji no Senaka                                             | Daigo Sugimoto           | TBS      | Ep. 6                 |             |
| 2014 | Eien no Zero                                                | Kentaro Saeki            | TV Tokyo |                       |             |
| 2015 | Tennō no ryōriban (The Emperor's Cook)                      | Shinataro Matsui         | TBS      |                       |             |
| 2015 | Yokokuhan (Prophecy)                                        | Ken Mizutani             | WOWOW    |                       |             |
| 2015 | Mozu                                                        | Akifumi Mishima          | WOWOW    |                       | [ 2 ]       |
| 2016 | Natsume ya Doro bō Kidan                                    | Kinnosuke Natsume        | TV Asahi | Protagonista          |             |
| 2018 | Kimi ga Kokoro ni Sumitsuita                                | Kojiro Yoshizaki         | TBS      | Protagonista          |             |
| 2018 | Manpuku                                                     | Katsuo Sera              | NHK      | Asadora               |             |

- Ore no ie no hanashi (2021)

### Cinema
| Anno | Titolo                                          | Ruolo                        | Note         | Riferimenti |
| ---- | ----------------------------------------------- | ---------------------------- | ------------ | ----------- |
| 2003 | Get Up! (film)                                  | Haruhiko                     |              |             |
| 2004 | Minami no Teiō                                  | Shin                         |              |             |
| 2004 | 69                                              | Yuji Shirkushi               |              |             |
| 2005 | Pacchigi! (Break Through!)                      | Yoshio Kondo                 |              |             |
| 2005 | Karaoke: Jinsei Kamihitoe                       | Anjou                        |              |             |
| 2005 | Beat Kids                                       | Kurata-sensei                |              |             |
| 2005 | Furyō Shōnen (Yankee) no Yume                   | Tetsuya                      |              |             |
| 2006 | Wanawana                                        | Masashi Taiga                |              |             |
| 2006 | Deguchi no Nai Umi                              | Tanokura                     |              |             |
| 2006 | Kizarazu Cat's Eye World Series                 | Self-Defense Force personnel |              |             |
| 2007 | Pacchigi! Love & Peace                          | Yoshio Kondo                 |              |             |
| 2007 | Grow                                            | Atsushi Murakami             | Protagonista |             |
| 2007 | Crows Zero                                      | Tokio Tatsukawa              |              |             |
| 2008 | Kamachop                                        | Keiichi Iwase                |              |             |
| 2008 | Boku no kanojo wa cyborg                        | Kenta Sato                   |              |             |
| 2008 | Hyaku Hachi                                     | allenatore                   |              |             |
| 2008 | Boku no Oba-chan                                | Lottery clerk                |              |             |
| 2009 | Crows Zero II                                   | Tokio Tatsukawa              |              |             |
| 2009 | Rookies: Graduation                             | Taira Hiratsuka              |              |             |
| 2010 | Solanin                                         | Jiro Yamada                  |              |             |
| 2010 | Beck                                            | Tsunemi Chiba                |              |             |
| 2010 | Okan no Yomeiri (Here Comes the Bride, My Mom!) | Kenji Hattori                |              |             |
| 2012 | Kogane o Daite Tobe                             | Noda                         |              |             |
| 2015 | Kuchibiru ni uta o                              | Tetsuo Tsukamoto             |              |             |
| 2015 | Gonin Saga                                      | Daisuke Okoshi               |              |             |
| 2015 | Bakuman (film)                                  |                              |              | [ 3 ]       |
| 2016 | Too Young to Die! Wakakushite Shinu             | Cozy                         |              | [ 4 ]       |
| 2017 | Hibana: Spark                                   | Kamiya                       |              |             |

- Kubi, regia di Takeshi Kitano (2023)

### Videogiochi
- Yakuza 4 (Takeshi Kido)
- Ryu ga Gotoku Online (Takeshi Kido)